# Danilo Goffi
Danilo Goffi (Legnano, 3 dicembre 1972) è un maratoneta italiano.

## Biografia
Nel 1991 è stato vincitore del campionato europeo junior dei 10.000 metri in pista a Salonicco (Grecia). Tuttavia è dalla maratona che ha ottenuto i migliori risultati della carriera. Ne ha disputate 33 di cui 6 in occasioni iridate. Il suo primato è di 2 ore, 8 minuti, 33 secondi; terzo classificato a Rotterdam (Paesi Bassi) il 19 aprile 1998. Nello stesso anno ha vinto la Coppa Europa a squadre a Budapest ed è stato argento nell'individuale.
Nel 2006 ha vinto nuovamente la Coppa Europa nella maratona svolta a Goteborg.
Nelle olimpiadi si piazza nono classificato ad Atlanta (Georgia, Stati Uniti d'America) con 2 ore, 15 minuti e 8 secondi.

## Giochi Olimpici
- 1996: nono classificato nella maratona ai Giochi Olimpici di Atlanta in 2h15'08"

## Campionati europei
- 1998: maratona -  Argento a Budapest (Ungheria) in 2h12'11"
- 1998: maratona -  Oro primo classificato a squadre a Budapest (Ungheria)
- 1998: maratona - tredicesimo classificato a Monaco di Baviera (Germania) in 2h15'57"
- 1998: maratona - undicesimo classificato a Göteborg (Svezia) in 2h14'45"
- 2002: maratona - tredicesimo classificato a Berlino (Germania) in 2h15'37"
- 2006: maratona - undicesimo classificato a Göteborg (Svezia) in 2h14'45"

## Campionati europei - categoria Juniores
- 1991:  Oro sui 10.000 metri a Salonicco (Grecia) in 30'40"

## Campionati mondiali
- 1995: mezza maratona - tredicesimo classificato a Montbéliard-Belfort (Francia) il 1º ottobre in 1h02'49"
- 1995: mezza maratona -  Bronzo a squadre a Montbéliard-Belfort il 1º ottobre (Francia)
- 1997: maratona - quarto classificato ad Atene (Grecia) il 10 agosto in 2h14'47"
- 1998: mezza maratona - venticinquesimo classificato a Zurigo (Svizzera) in 1h02'24"
- 1999: maratona - quinto classificato a Siviglia (Spagna) il 28 agosto in 2h14'50"

## Mezza maratona
- 1998: settimo classificato a Den Haag (Paesi Bassi) il 28 marzo in 1h01'49"
- 2000:  Argento a Praga (Repubblica Ceca) in 1h03'29"

## Campionati nazionali
- 1995: maratona -  Oro a Venezia il 29 ottobre in 2h09'26"
- 1996: corsa campestre -  Oro a squadre con il Gruppo Sportivo Carabinieri a Torino il 28 gennaio
- 1996: mezza maratona -  Oro a Vittorio Veneto il 7 luglio in 1h02'42"
- 1998: 10.000 metri -  Oro a Camaiore il 3 maggio in 28'29"
- 2003: corsa campestre -  Oro a squadre nel cross lungo con il Gruppo Sportivo Carabinieri
- 2003: corsa campestre -  Oro nel cross lungo
- 2003: mezza maratona -  Argento in 1h02'52"
- 2005: corsa campestre - quinto classificato ai campionati italiani societari a San Giorgio su Legnano
- 2014: maratona -  Oro a Milano il 6 aprile in 2h17'20" (6º classificato nella maratona)[1]

## Maratone
- 1995:  Oro a Venezia il 29 ottobre in 2h09'26"
- 1996: nono classificato ai Giochi Olimpici di Atlanta in 2h15'08"
- 1997: nono classificato ai Rotterdam il 20 aprile in 2h09'13"
- 1997: quarto classificato ad Atene il 10 agosto in 2h14'47"
- 1998:  Bronzo a Rotterdam il 19 aprile in 2h08'33" --- primato personale
- 1999: undicesimo classificato a New York
- 2000: decimo classificato a Londra in 2h10'54"
- 2001: quinto classificato a Berlino in 2h10'35"
- 2001: quarto classificato a Padova il 29 aprile in 2h15'14"
- 2002:  Argento a Torino il 21 aprile in 2h10'52"
- 2003: quinto classificato a Milano il 30 novembre in 2h11'23"
- 2004: ritirato a Torino il 18 aprile
- 2004: quinto classificato a Padova il 25 aprile in 2h11'06"
- 2004:  Argento a Venezia il 24 ottobre in 2h09'55"
- 2005:  Oro classificato a Torino il 17 aprile in 2h11'12"
- 2006: settimo classificato ad Amburgo in 2h11'09"
- 2006: undicesimo classificato a Göteborg in 2h14'45"
- 2007: ritirato a Torino
- 2007: ritirato a Praga
- 2007: sesto classificato a Venezia in 2h14'40"
- 2009: quarto classificato a Firenze in 2h12'45"
- 2010: quinto classificato a Torino
- 2011: settimo classificato a Venezia
- 2013: ventunesimo classificato a New York in 2h22'23"
- 2014: sesto classificato a Milano in 2h17'20"
- 2014: quindicesimo assoluto, primo MM40, primo italiano e primo europeo a New York in 2h19'43'
- 2015: quindicesimo assoluto, primo MM40, primo italiano e secondo europeo a Boston in 2h18'44"

## Altre competizioni
- 1995: Golden Gala a Roma l'8 giugno sui 5.000 metri in 13'44"
- 1996: sesto classificato alla Stramilano a Milano in 1h01'23"
- 1998:  Oro alla Corsa di Monteforte d'Alpone il 18 gennaio, corsa su strada di 10,6 km in 30'12"
- 1998:  Oro alla Cinque Ville di Bertinoro il 1º febbraio, corsa su strada di 13 km in 43'57"
- 1998:  Argento alla Scarpa d'Oro a Vigevano il 13 aprile in 23'23"
- 2003: ottavo classificato alla Roma - Ostia in 1h02'28"
- 2011:  Argento a Cava de' Tirreni il 25 settembre, alla Podistica San Lorenzo[2], avente lunghezza di 7,8 km